# 29er

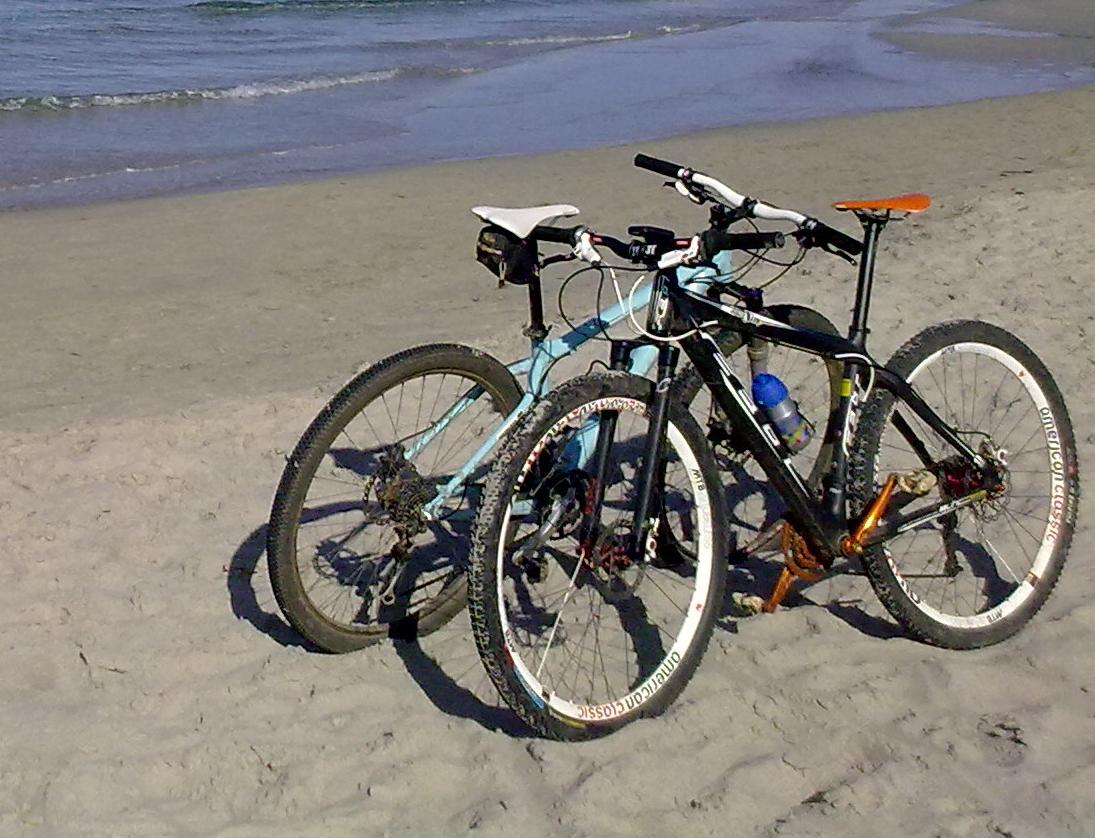
Due 29er

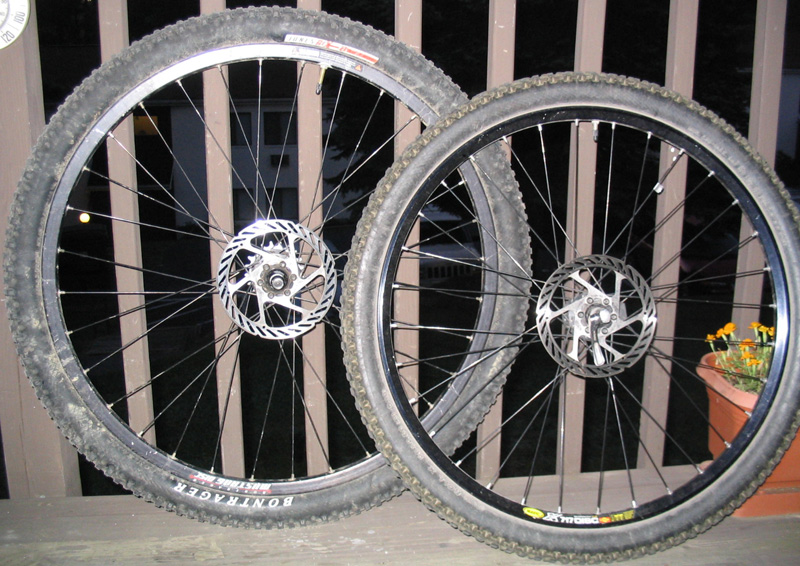
Ruote da 29" e 26" a confronto

29er (o 29 pollici o two-niner) è una mountain bike progettata per ruote dal diametro di 29 pollici (pneumatico incluso).

## Storia
Le prime mountain bike utilizzavano ruote da 26 pollici per due motivi, in parte correlati. Il primo è che le biciclette cruiser, cioè quelle che venivano trasformate in klunker nella California degli anni '70 per gareggiare in discesa per strade forestali, erano in realtà biciclette per ragazzi, e quindi avevano una misura inferiore rispetto a quella delle più classiche biciclette da strada. Tali biciclette poi avevano gomme particolarmente larghe e adatte all'uso in montagna, così che si trova il secondo motivo: la disponibilità sul mercato di pneumatici e ruote per il fuoristrada.
Così Gary Fisher e soci si adattarono al formato da 26", sebbene avessero avuto l'occasione di testare e rimaner favorevolmente colpiti dalle ruote da 29" che gli furono spedite da Geoff Apps, pioniere del mountain biking britannico con Cleland Cycles. Delle coperture che usava, infatti, non era disponibile una sufficiente quantità. Ciò non significa però che altri non avessero compiuto scelte diverse: Apps stesso ed altri (Tom Ritchey, Raleigh, Schwinn, Jim Merz) usavano sulle loro mountain bike anche cerchi del formato 650b e 700c. Il principale problema di questo formato rimaneva comunque la grave scarsità di coperture sufficientemente larghe.
Uno dei personaggi che più hanno desiderato copertoni adatti fu Wes Williams di Ibis Cycles, ma anche altri ebbero un ruolo, ad esempio Fisher. Wilderness Trail Bikes (WTB) a partire dal 1998 inizia a studiare una soluzione, e dal 2001 vengono prodotte le prime mountain bike equipaggiate con gli pneumatici WTB Nano larghi 2,1 pollici. È però solo dal 2007 che presso Fisher le vendite di 29 pollici come biciclette ibride superano quelle da 26. Dal 2010, infine, gran parte dei produttori di mountain bike producono vari tipi di 29er, e si sviluppano molti componenti dedicati ad esse.
Al 2014, a 26" e 29" sono state affiancate da mountain bike da 27,5" e il mercato si muove verso una specializzazione dei tre formati, destinati alle discipline a cui meglio si adattano.

## Caratteristiche
Le caratteristiche delle 29er sono direttamente legate alla dimensione delle loro ruote. Rispetto al vecchio standard da 26", le ruote da 29" presentano sì dei vantaggi, ma bilanciati da altrettanti svantaggi. Già a metà del 2013 la sperimentazione e il mercato hanno individuato nel cross country l'area di utilizzo prevalente,
ma esistono 29er anche per altre discipline, almeno fino all'enduro. Il formato delle ruote in effetti, come tante altre differenze fra mountain bike, può finire al centro di animate discussioni fra gli sportivi che fanno scelte diverse.

### Differenze costruttive
Il diametro dei cerchi delle 29er è di 622 millimetri ed è identificato dallo standard 700c, comune anche a biciclette da corsa, ciclocross e city bike. Ciò che li differenzia è che quelli, per così dire, da 29" hanno una sede più larga che permette di montare copertoni di sezione maggiore.
La differenza di dimensione delle ruote comporta variazioni anche su altri componenti di una 29er, rispetto a una 26". Ad esempio:
- il carro deve essere più lungo per alloggiare la ruota di maggior dimensione, in genere comportando un aumento del passo;[senza fonte]
- l'escursione delle sospensioni è ridotta a parità d'uso, facendo affidamento sulle maggiori capacità di superamento degli ostacoli delle ruote più grandi;[6]
- l'angolo di sterzo è più verticale e l'avancorsa della forcella è aumentato;[7]
- i rapporti di trasmissione sono più corti, per compensare il maggior sviluppo metrico dovuto al raggio maggiore della ruota.[8]

### Differenze di guida
In salita una 29er è generalmente avvantaggiata, garantendo maggior aderenza, miglior distribuzione del peso grazie al passo più lungo e minor resistenza al rotolamento. Quando però la salita raggiunge alti livelli di tecnicità (gradini, radici, tortuosità) la ruota di maggior inerzia non permette agili variazioni di velocità, il maggior diametro non mitiga più le asperità e a questo punto, dovendo alzare la ruota anteriore oltre gli ostacoli, si nota come farlo sia più difficile rispetto a una 26".
In discesa tecnica le capacità di superamento ostacoli sono un vantaggio, riducendo gli impuntamenti. All'aumentare della velocità però il vantaggio rispetto alle 26" si assottiglia, ed anzi si riduce la maneggevolezza, sempre a causa della maggior inerzia. Inoltre le ruote più grandi sono meno resistenti alle sollecitazioni laterali e quindi a maggior rischio di storcersi.
Il problema della robustezza si lega a quello del peso: il diametro maggiore di una ruota da 29" implica che gran parte della massa rotante (cerchio e copertura) è non solo maggiore per la maggior circonferenza, aumentando quindi il peso complessivo, ma anche più distante dal centro. Ciò comporta che il momento d'inerzia di una 29" sia percepibilmente maggiore di quello di una 26" similmente costruita. Le accelerazioni sono generalmente più lente.
I vantaggi di una ruota da 29" rispetto ad una ruota da 26" possono sintetizzarsi come segue: un migliore superamento degli ostacoli, una maggiore stabilità alle alte velocità, una maggiore aderenza considerata la maggiore area di contatto al suolo della gomma, una minore tendenza al ribaltamento nell'affrontare salite molto ripide grazie al carro posteriore più lungo.